# Selma Kunze
Selma Kunze (* 15. Mai 2002) ist eine deutsche Schauspielerin.
Selma Kunze spielte von der 20. Staffel bis zur 22. Staffel in der deutschen Fernsehserie Schloss Einstein die Rolle der Schülerin Sarah Genzmer und übernahm damit eine der Serienhauptrollen. 2020 spielte sie in dem deutschen Kurzfilm Vampirates die Rolle der Ruby. Der Film wurde auf dem niedersächsischen Schloss Marienburg von Franziska Pohlmann gedreht.

## Filmografie
- 2016–2018: Schloss Webstein
- 2017–2019: Schloss Einstein (Fernsehserie)
- 2020: Vampirates (Kurzfilm)